# Oliver Riordan

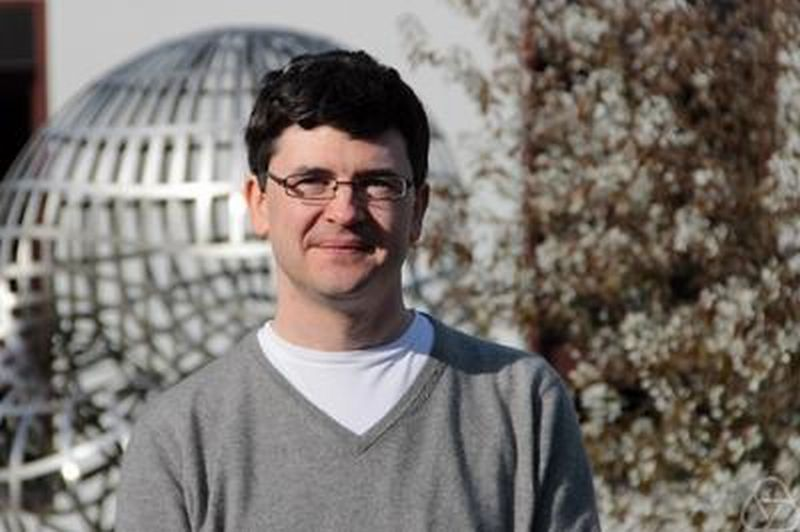
Oliver Riordan, Oberwolfach 2016

Oliver Maxim Riordan (* 1972) ist ein britischer Mathematiker, der sich mit Kombinatorik und Wahrscheinlichkeitstheorie befasst und Professor an der University of Oxford ist.
Riordan studierte am Trinity College der Universität Cambridge, wo er 1998 bei Béla Bollobás promoviert wurde ( Subgraphs of the Discrete Torus, Random Graphs and General Graph Invariants) und eine Research Fellowship des Trinity College erhielt, die er nach einem Jahr an der Universität Bielefeld antrat. 2002 erhielt er eine Royal Society Research Fellowship in Cambridge und 2006 wurde er Trapnell Fellow am King’s College in Cambridge. Er ist in Oxford seit 2007 Tutorial Fellow an St Edmund Hall und Professor für Diskrete Mathematik.
Er war unter anderem für längere Zeit Gastwissenschaftler an der University of Tennessee in Memphis (zuerst während seiner Doktorandenzeit), an der ETH Zürich und bei Microsoft Research in Redmond. 2006 war er einer der Organisatoren eines zweimonatigen Programms über Zufallsgraphen und große Netzwerke an der Nationalen Universität in Singapur.
Er befasst sich mit Perkolationstheorie, insbesondere Perkolation in Zufallsumgebungen, und mit Zufallsgraphen (speziell inhomogene Zufallsgraphen und ihre Phasenübergänge), einschließlich solchen, die in der realen Welt große Netzwerke simulieren.
Im Jahr 2000 löste er zusammen mit Alex Selby das hochdotierte Eternity-Puzzle.
2007 erhielt er den Whitehead-Preis für wesentliche Beiträge zu Graph-Polynomen, Zufallsgraphen, extremaler Kombinatorik, Modellen von großen Netzwerken in der realen Welt und Perkolationstheorie (Laudatio). Er war Vortragender auf dem Internationalen Mathematikerkongress 2010 in Hyderabad (Percolation on sequences of graphs).

## Schriften (Auswahl)
- mit Béla Bollobás: Percolation. Cambridge UP 2006
- mit Béla Bollobas, Christian Borgs, Jennifer Chayes: Percolation on dense graph sequences. In: Annals of Probability. Band 38, 2010, S. 150–183, Arxiv.
- mit Nick Wormald: The diameter of sparse random graphs. In: Combinatorics, Probability and Computing. Band 19, 2010, S. 835–926, Arxiv.
- mit Lutz Warnke: Explosive percolation is continuous. In: Science. Band 333, 2011, S. 322–324.
- mit Béla Bollobas: Percolation on self-dual polygon configurations. In: Bolyai Society Mathematical Studies. Band 21, 2010, S. 131–217, Arxiv.
- mit Béla Bollobas, Svante Janson: Sparse random graphs with clustering. In: Random Structures and Algorithms. Band 38, 2011, S. 269–323, Arxiv.
- mit Paul Balister, Béla Bollobas, Albert-Laszlo Barabasi, Chaoming Song: Topological Phase Transitions in Spatial Networks. Arxiv 2018.